# غرينفيل (نيوهامشير)
غرينفيل (بالإنجليزية: Greenville, New Hampshire)‏ هي بلدة أمريكية تقع في الولايات المتحدة في هيلسبوروغ. يقدر عدد سكانها بـ 2,105 نسمة ومساحتها 17.8 كم2 وترتفع عن سطح البحر 253 متر.

## معرض صور

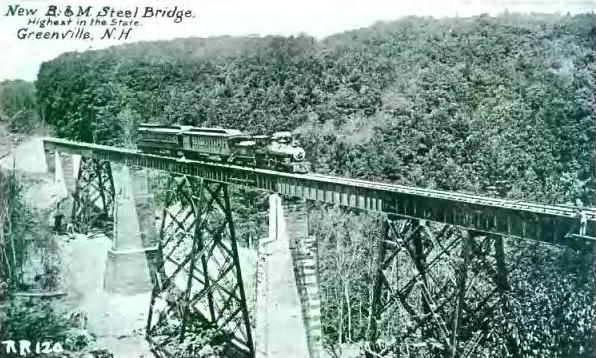
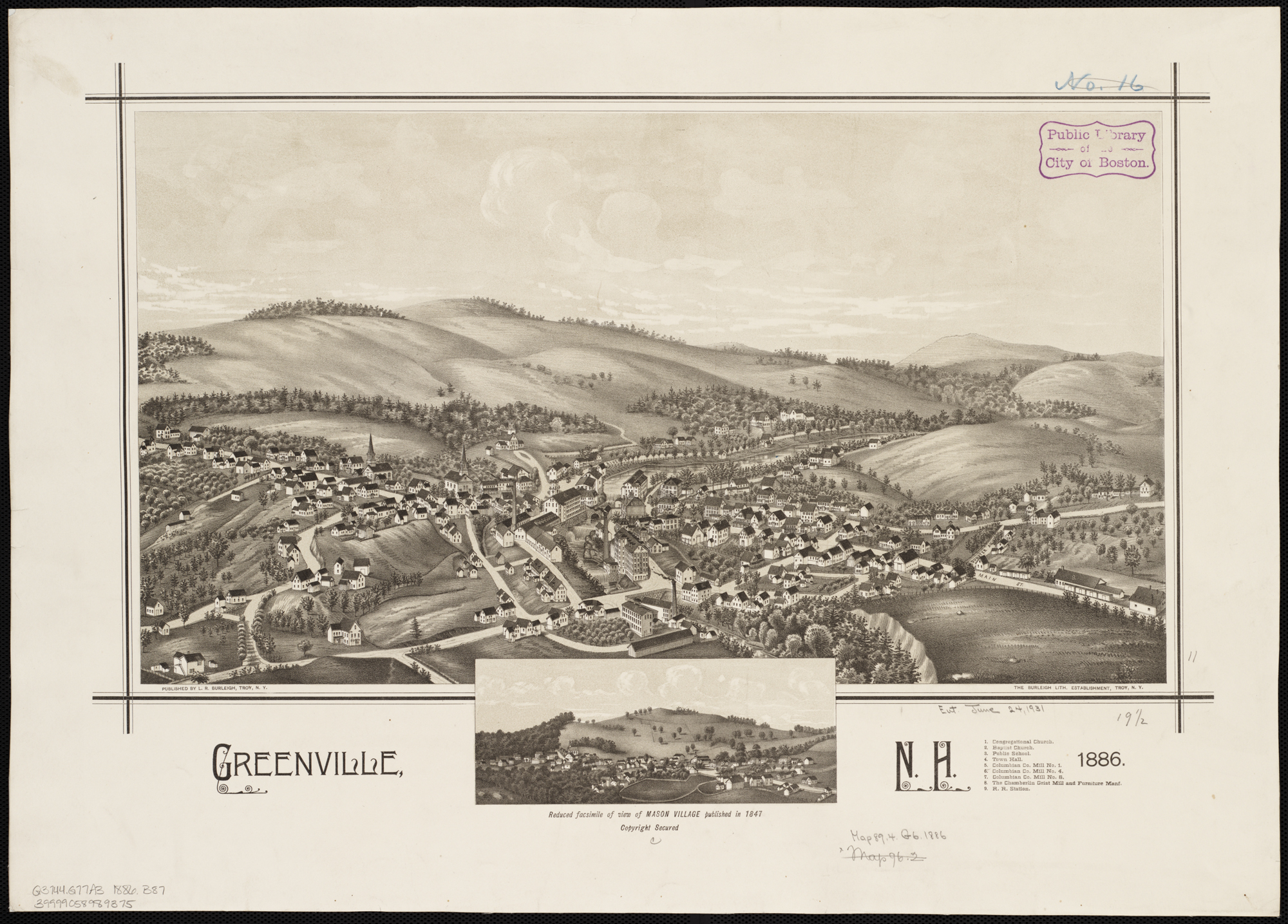
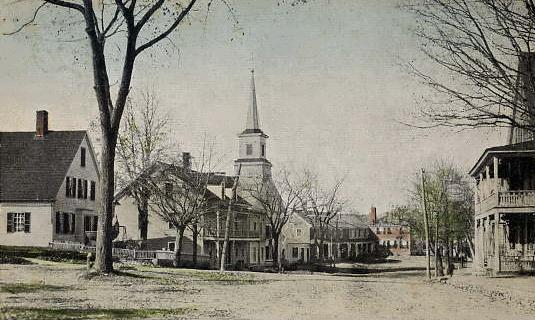
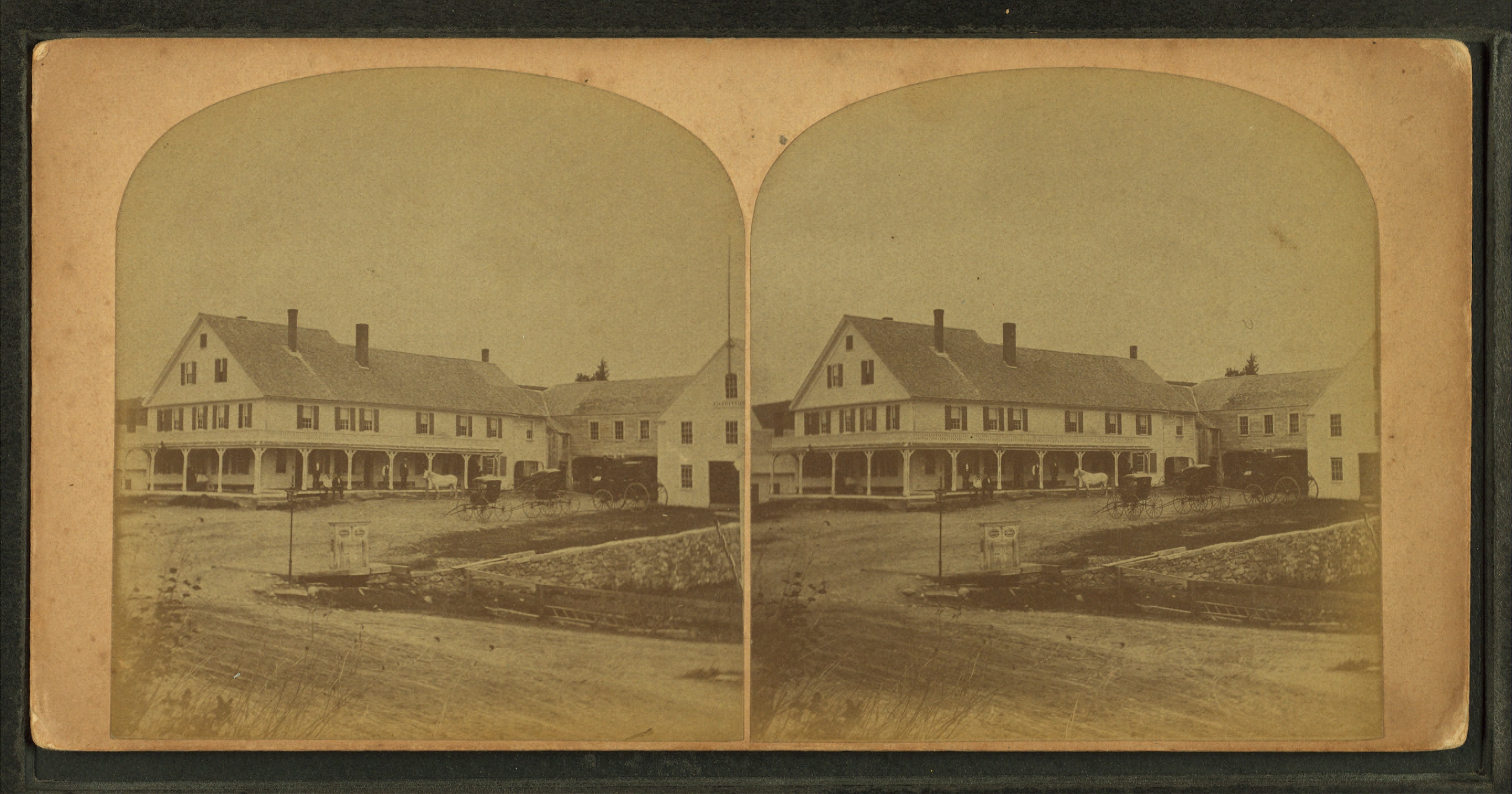
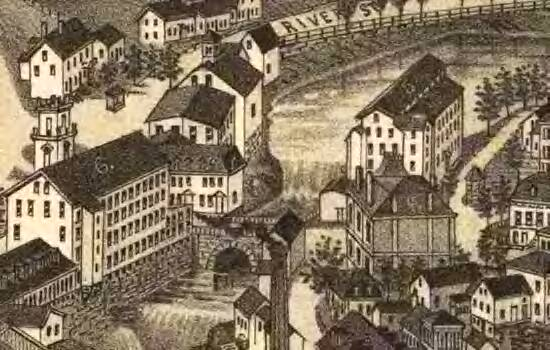